# Jelena Välbe
Jelena Walerjewna Välbe z domu Trubicyna (ros. Елена Валерьевна Вяльбе (Трубицына), ur. 20 kwietnia 1968 w Magadanie) – rosyjska biegaczka narciarska reprezentująca ZSRR, Wspólnotę Niepodległych Państw oraz Rosję. Jest siedmiokrotną medalistką olimpijską, siedemnastokrotną medalistką mistrzostw świata i pięciokrotną zdobywczynią Pucharu Świata.

## Kariera
W 1986 roku wystąpiła na mistrzostwach świata juniorów w Lake Placid, gdzie zdobyła srebrne medale w sztafecie i biegu na 5 km, a na dystansie 15 km zajęła trzecie miejsce. Na rozgrywanych rok później mistrzostwach świata juniorów w Asiago była najlepsza w sztafecie i biegu na 15 km, a w biegu na 5 km wywalczyła srebrny medal.
W Pucharze Świata w biegach narciarskich zadebiutowała w sezonie 1986/1987. Już w swoim pierwszym starcie zdobyła punkty Pucharu Świata. W sezonie tym nie stanęła na podium, ale zgromadzona liczba punktów pozwoliła jej zająć 23. miejsce w klasyfikacji generalnej. Po roku przerwy w startach powróciła do rywalizacji w sezonie 1988/1989. W ciągu całego sezonu prezentowała się bardzo dobrze siedmiokrotnie stając na podium, w tym 5 razy zwyciężając. Wyniki te pozwoliły jej zdobyć swoją pierwszą kryształową kulę. W każdym kolejnym sezonie startów, aż do końca kariery zajmowała miejsca na podium, zawsze wygrywając przynajmniej raz. Łącznie wygrała 45 biegów, a 81 razy stawała na podium. Najlepsze wyniki osiągała w sezonach 1988/1989, 1990/1991, 1991/1992 i 1994/1995, kiedy to triumfowała w klasyfikacji generalnej. Także w sezonie 1996/1997 zwyciężyła w klasyfikacji generalnej zdobywając jednocześnie małą kryształową kulę w klasyfikacji biegów długodystansowych i zajmując drugie miejsce w klasyfikacji sprintu. W sezonach 1989/1990, 1992/1993 i 1995/1996 zajmowała drugie miejsce w klasyfikacji generalnej, a w sezonie 1993/1994 była trzecia. W 1992 r. przeniosła się z rosyjskiego klubu Profsojuzy Magadan do norweskiego Bjerke Nannestadt.
Igrzyska olimpijskie w Albertville w 1992 r. były jej olimpijskim debiutem. Były to zarazem najlepsze igrzyska w jej karierze, zdobyła tam bowiem aż 5 medali. Wraz z Raisą Smetaniną, Łarisą Łazutiną i Lubow Jegorową wywalczyła złoty medal w sztafecie 4 × 5 km. Ponadto w indywidualnych startach zdobywała brązowe medale na dystansach 5 i 15 km techniką klasyczną, 30 km techniką dowolną oraz w biegu pościgowym. Na igrzyskach olimpijskich w Lillehammer indywidualnie nie wypadła już tak dobrze. W swoich najlepszych startach, na 15 km techniką dowolną i 30 km techniką klasyczną zajmowała 6. miejsce. Mimo to wspólnie z koleżankami sięgnęła po złoto w sztafecie. Cztery lata później, na igrzyskach olimpijskich w Nagano zdobyła razem z Niną Gawriluk, Olgą Daniłową i Larisą Łazutiną swój trzeci z rzędu złoty medal w sztafecie. Jej najlepszym indywidualnym wynikiem na tych igrzyskach było 5. miejsce w biegu na 30 km techniką dowolną.
W 1989 r. zadebiutowała na mistrzostwach świata biorąc udział w mistrzostwach w Lahti. Zdobyła tam złote medale na dystansach 10 i 30 km techniką dowolną oraz srebrny w sztafecie. Jeszcze lepsze wyniki osiągnęła na mistrzostwach świata w Val di Fiemme, gdzie zdobyła złote medale w sztafecie, biegu na 15 km techniką klasyczną i biegu na 10 km techniką dowolną, a w biegu na 30 km stylem dowolnym zdobyła srebrny medal ulegając jedynie swej rodaczce Lubow Jegorowej. Z mistrzostw świata w Falun przywiozła złote medale w sztafecie oraz w biegu na 15 km techniką klasyczną. Pomimo wywalczenia dwóch złotych medali były to najgorsze mistrzostwa w jej karierze, na wszystkich pozostałych zdobywała przynajmniej trzy. Podczas mistrzostw świata w Thunder Bay zdobyła złote medale w sztafecie, w której biegły też Daniłowa, Łazutina i Gawriluk, oraz w biegu na 30 km stylem dowolnym. Ponadto w biegu na 15 km techniką klasyczną lepsza okazała się tylko Łazutina, więc Välbe zdobyła srebrny medal. Największym osiągnięciem Välbe pozostaje jednak zdobycie aż pięciu złotych medali na mistrzostwach świata w Trondheim. Tym samym triumfowała we wszystkich konkurencjach biegów kobiet na tej imprezie. W biegu pościgowym pierwsze miejsce zajęła ex aequo z Włoszką Stefania Belmondo.
Zdobyła także 6 medali (w tym 2 złote) mistrzostw świata juniorów, a w 1989 r. była mistrzynią ZSRR na dystansach 10 km i 30 km. Po sezonie olimpijskim 1997/1998 zakończyła sportową karierę.

## Odznaczenia
W ankiecie ISK na najlepsze sportsmenki świata 1991 roku zajęła 8. miejsce. W 1992 r. jako pierwsza reprezentantka Rosji uhonorowana została medalem Holmenkollen. W 1989 r. otrzymała tytuł Zasłużonego Mistrza Sportu ZSRR, a w 1992 r. rosyjską wersję tego odznaczenia – Zasłużonego Mistrza Sportu. Ponadto w 1994 r. odznaczona została Orderem „Za zasługi dla Ojczyzny” III klasy „za zasługi dla państwa i wybitne osiągnięcia w sporcie”. Otrzymała także Order Przyjaźni Narodów 22 kwietnia 1994 r. „za wysokie osiągnięcia w sporcie na XVII Zimowych Igrzyskach Olimpijskich w 1994 r.”.

## Emerytura
Po zakończeniu kariery Välbe była wiceprezesem Rosyjskiej Federacji Narciarskiej w latach 2004–2006. W 2006 r. została głównym trenerem rosyjskiej reprezentacji olimpijskiej na igrzyska w Turynie. Od 2010 r. jest prezesem Rosyjskiej Federacji Narciarskiej.
Jej mężem był estoński biegacz narciarski Urmas Välbe, z którym się jednak rozwiodła. Obecnie mieszka w Moskwie. Jelena łącznie w seniorskich imprezach zdobyła aż 24 medale, w tym 17 złotych. Biorąc jeszcze pod uwagę sukcesy w Pucharze świata pozostaje ona do dziś jedną z najbardziej utytułowanych biegaczek narciarskich w historii.

## Osiągnięcia

### Igrzyska olimpijskie
| Miejsce | Dzień     | Rok  | Miejscowość | Konkurencja             | Czas biegu | Strata  | Zwyciężczyni      |
| ------- | --------- | ---- | ----------- | ----------------------- | ---------- | ------- | ----------------- |
| 3.      | 9 lutego  | 1992 | Albertville | 15 km stylem klasycznym | 42:20,8    | +1:21,5 | Lubow Jegorowa    |
| 3.      | 13 lutego | 1992 | Albertville | 5 km stylem klasycznym  | 14:13,8    | +8,9    | Marjut Lukkarinen |
| 3.      | 15 lutego | 1992 | Albertville | 5+10 km pościgowy       | 40:07,7    | +44,0   | Lubow Jegorowa    |
| 1.      | 17 lutego | 1992 | Albertville | Sztafeta 4 × 5 km       | 59:34,8    | –       | –                 |
| 3.      | 21 lutego | 1992 | Albertville | 30 km stylem dowolnym   | 1:22:30,1  | +1:43,8 | Stefania Belmondo |
| 6.      | 13 lutego | 1994 | Lillehammer | 15 km stylem dowolnym   | 39:44,5    | +2:42,1 | Manuela Di Centa  |
| 1.      | 21 lutego | 1994 | Lillehammer | Sztafeta 4 × 5 km       | 57:12,5    | –       | –                 |
| 6.      | 24 lutego | 1994 | Lillehammer | 30 km stylem klasycznym | 1:25:41,6  | +1:15,8 | Manuela Di Centa  |
| 17.     | 8 lutego  | 1998 | Nagano      | 15 km stylem klasycznym | 46:55,4    | +2:30,5 | Olga Daniłowa     |
| 1.      | 15 lutego | 1998 | Nagano      | Sztafeta 4 × 5 km       | 55:13,5    | –       | –                 |
| 5.      | 20 lutego | 1998 | Nagano      | 30 km stylem dowolnym   | 1:22:01,5  | +2:51,3 | Julija Czepałowa  |

### Mistrzostwa świata
| Miejsce | Dzień     | Rok  | Miejscowość   | Konkurencja             | Czas biegu | Strata  | Zwyciężczyni               |
| ------- | --------- | ---- | ------------- | ----------------------- | ---------- | ------- | -------------------------- |
| 6.      | 17 lutego | 1989 | Lahti         | 10 km stylem klasycznym | 29:19,0    | +1:09,7 | Marja-Liisa Kirvesniemi    |
| 1.      | 19 lutego | 1989 | Lahti         | 10 km stylem dowolnym   | 27:04,5    | –       | –                          |
| 2.      | 23 lutego | 1989 | Lahti         | Sztafeta 4 × 5 km       | 54:49,8    | +7,1    | Finlandia                  |
| 1.      | 25 lutego | 1989 | Lahti         | 30 km stylem dowolnym   | 1:29:59,7  | –       | –                          |
| 1.      | 8 lutego  | 1991 | Val di Fiemme | 15 km stylem klasycznym | 14:04,2    | –       | –                          |
| 1.      | 10 lutego | 1991 | Val di Fiemme | 10 km stylem dowolnym   | 28:25,9    | –       | –                          |
| 1.      | 14 lutego | 1991 | Val di Fiemme | Sztafeta 4 × 5 km       | 55:36,6    | –       | –                          |
| 2.      | 16 lutego | 1991 | Val di Fiemme | 30 km stylem dowolnym   | 28:25,9    | +35,6   | Lubow Jegorowa             |
| 1.      | 19 lutego | 1993 | Falun         | 15 km stylem klasycznym | 44:49,0    | –       | –                          |
| 4.      | 21 lutego | 1993 | Falun         | 5 km stylem klasycznym  | 14:07,6    | +12,3   | Łarisa Łazutina            |
| 6.      | 23 lutego | 1993 | Falun         | 5+10 km pościgowy       | 40:19,0    | +58,0   | Stefania Belmondo          |
| 1.      | 25 lutego | 1993 | Falun         | Sztafeta 4 × 5 km       | 54:15,7    | –       | –                          |
| 19.     | 27 lutego | 1993 | Falun         | 30 km stylem dowolnym   | 1:22:41,3  | +6:48,4 | Stefania Belmondo          |
| 2.      | 10 marca  | 1995 | Thunder Bay   | 15 km stylem klasycznym | 41:27,5    | +1:11,6 | Łarisa Łazutina            |
| 4.      | 12 marca  | 1995 | Thunder Bay   | 5 km stylem klasycznym  | 15:23,7    | +39,4   | Łarisa Łazutina            |
| 12.     | 14 marca  | 1995 | Thunder Bay   | 5+10 km pościgowy       | 43:19,6    | +2:10,7 | Łarisa Łazutina            |
| 1.      | 16 marca  | 1995 | Thunder Bay   | Sztafeta 4 × 5 km       | 53:47,6    | –       | –                          |
| 1.      | 18 marca  | 1995 | Thunder Bay   | 30 km stylem dowolnym   | 1:16:27,3  | –       | –                          |
| 1.      | 21 lutego | 1997 | Trondheim     | 15 km stylem dowolnym   | 36:28,2    | –       | –                          |
| 1.      | 23 lutego | 1997 | Trondheim     | 5 km stylem klasycznym  | 13:32,7    | –       | –                          |
| 1.      | 24 lutego | 1997 | Trondheim     | 5+10 km pościgowy       | 39:13,5    | –       | Ex aequo Stefania Belmondo |
| 1.      | 27 lutego | 1997 | Trondheim     | Sztafeta 4 × 5 km       | 56:40,2    | –       | –                          |
| 1.      | 23 lutego | 1997 | Trondheim     | 30 km stylem klasycznym | 13:32,7    | –       | –                          |

### Mistrzostwa świata juniorów
| Miejsce | Dzień     | Rok  | Miejscowość | Konkurencja            | Wynik   | Strata  | Zwyciężczyni       |
| ------- | --------- | ---- | ----------- | ---------------------- | ------- | ------- | ------------------ |
| 2.      | 13 lutego | 1986 | Lake Placid | 5 km stylem klasycznym | 16:10,1 | +22,1   | Lubow Jegorowa     |
| 2.      | 15 lutego | 1986 | Lake Placid | Sztafeta 3 × 5 km      | 47:08,6 | +15,2   | Norwegia           |
| 3.      | 17 lutego | 1986 | Lake Placid | 15 km stylem dowolnym  | 43:43,8 | +1:24,6 | Gaby Nestler       |
| 2.      | 4 lutego  | 1987 | Asiago      | 5 km stylem klasycznym | 14:18,4 | +4,9    | Tatjana Bondariewa |
| 1.      | 6 lutego  | 1987 | Asiago      | Sztafeta 3 × 5 km      | 41:26,9 | –       | –                  |
| 1.      | 8 lutego  | 1987 | Asiago      | 15 km stylem dowolnym  | 39:59,0 | –       | –                  |

### Puchar Świata

#### Miejsca w klasyfikacji generalnej
- sezon 1986/1987: 23.
- sezon 1988/1989: 1.
- sezon 1989/1990: 2.
- sezon 1990/1991: 1.
- sezon 1991/1992: 1.
- sezon 1992/1993: 2.
- sezon 1993/1994: 3.
- sezon 1994/1995: 1.
- sezon 1995/1996: 2.
- sezon 1996/1997: 1.
- sezon 1997/1998: 12.

#### Zwycięstwa w zawodach
| Nr  | Dzień        | Rok  | Miejscowość    | Konkurencja             | Czas biegu |
| --- | ------------ | ---- | -------------- | ----------------------- | ---------- |
| 1.  | 14 grudnia   | 1988 | Campra         | 15 km stylem dowolnym   | –          |
| 2.  | 7 stycznia   | 1989 | Kawgołowo      | 15 km stylem klasycznym | –          |
| 3.  | 19 lutego    | 1989 | Lahti          | 10 km stylem dowolnym   | –          |
| 4.  | 25 lutego    | 1989 | Lahti          | 30 km stylem dowolnym   | –          |
| 5.  | 11 marca     | 1989 | Falun          | 15 km stylem dowolnym   | –          |
| 6.  | 20 lutego    | 1990 | Val di Fiemme  | 10 km stylem dowolnym   | –          |
| 7.  | 2 marca      | 1990 | Lahti          | 5 km stylem dowolnym    | –          |
| 8.  | 15 grudnia   | 1990 | Davos          | 15 km stylem klasycznym | –          |
| 9.  | 20 grudnia   | 1990 | Les Saisies    | 5+10 km pościgowy       | –          |
| 10. | 5 stycznia   | 1991 | Mińsk          | 30 km stylem klasycznym | –          |
| 11. | 8 lutego     | 1991 | Val di Fiemme  | 15 km stylem klasycznym | 44:58,5    |
| 12. | 10 lutego    | 1991 | Val di Fiemme  | 10 km stylem dowolnym   | 28:25,9    |
| 13. | 2 marca      | 1991 | Lahti          | 15 km stylem dowolnym   | –          |
| 14. | 9 marca      | 1991 | Falun          | 15 km stylem dowolnym   | –          |
| 15. | 16 marca     | 1991 | Oslo           | 5 km stylem dowolnym    | –          |
| 16. | 7 grudnia    | 1991 | Silver Star    | 5 km stylem klasycznym  | –          |
| 17. | 14 grudnia   | 1991 | Thunder Bay    | 5 km stylem dowolnym    | 16:50,5    |
| 18. | 4 stycznia   | 1992 | Kawgołowo      | 15 km stylem klasycznym | 43:58,2    |
| 19. | 1 marca      | 1992 | Vang           | 15 km stylem dowolnym   | 41:16,9    |
| 20. | 9 stycznia   | 1993 | Ulrichen       | 10 km stylem klasycznym | 28:43,4    |
| 21. | 19 lutego    | 1993 | Falun          | 15 km stylem klasycznym | 44:49,1    |
| 22. | 9 stycznia   | 1993 | Ulrichen       | 10 km stylem klasycznym | 28:43,4    |
| 23. | 19 lutego    | 1993 | Štrbské Pleso  | 10 km stylem klasycznym | 29:21,7    |
| 24. | 11 grudnia   | 1993 | Santa Caterina | 5 km stylem klasycznym  | 14:40,2    |
| 25. | 18 grudnia   | 1993 | Davos          | 10 km stylem dowolnym   | 26:11,5    |
| 26. | 27 listopada | 1994 | Kiruna         | 5 km stylem klasycznym  | 15:08,1    |
| 27. | 14 grudnia   | 1994 | Tauplitzalm    | 10 km stylem klasycznym | 31:09,2    |
| 28. | 17 grudnia   | 1994 | Sappada        | 15 km stylem dowolnym   | 40:43,1    |
| 29. | 20 grudnia   | 1994 | Sappada        | 5 km stylem dowolnym    | 13:55,1    |
| 30. | 7 stycznia   | 1995 | Östersund      | 30 km stylem dowolnym   | 1:21:44,6  |
| 31. | 14 stycznia  | 1995 | Nové Město     | 15 km stylem klasycznym | 42:51,7    |
| 32. | 5 lutego     | 1995 | Falun          | 10 km stylem dowolnym   | 53:39,7    |
| 33. | 18 marca     | 1995 | Thunder Bay    | 30 km stylem dowolnym   | 1:16:27,3  |
| 34. | 25 marca     | 1995 | Sapporo        | 15 km stylem dowolnym   | 45:09,4    |
| 35. | 9 grudnia    | 1995 | Davos          | 5 km stylem dowolnym    | 12:32,7    |
| 36. | 13 grudnia   | 1995 | Brusson        | 10 km stylem dowolnym   | 41:47,8    |
| 37. | 13 stycznia  | 1996 | Nové Město     | 10 km stylem klasycznym | 32:53,1    |
| 38. | 4 lutego     | 1996 | Reit im Winkl  | Sprint stylem dowolnym  | –          |
| 39. | 23 listopada | 1996 | Kiruna         | 5 km stylem dowolnym    | 14:31,4    |
| 40. | 5 stycznia   | 1997 | Kawgołowo      | 15 stylem dowolnym      | 47:32,6    |
| 41. | 21 lutego    | 1997 | Trondheim      | 15 km stylem dowolnym   | 36:28,2    |
| 42. | 23 lutego    | 1997 | Trondheim      | 5 stylem klasycznym     | 13:32,7    |
| 43. | 24 lutego    | 1997 | Trondheim      | 5+10 km pościgowy       | 39:13,5    |
| 44. | 1 marca      | 1997 | Trondheim      | 30 stylem klasycznym    | 1:23:04,9  |
| 45. | 8 marca      | 1997 | Falun          | 5 km stylem dowolnym    | 12:07,5    |
| 46. | 20 grudnia   | 1997 | Davos          | 15 stylem klasycznym    | 44:01,3    |

#### Miejsca na podium
| Nr  | Dzień        | Rok  | Miejscowość    | Konkurencja             | Czas biegu | Strata  | Miejsce | Zwycięzca            |
| --- | ------------ | ---- | -------------- | ----------------------- | ---------- | ------- | ------- | -------------------- |
| 1.  | 10 grudnia   | 1988 | La Feclaz      | 5 km stylem dowolnym    | –          | –       | 3       | Alžbeta Havrančíková |
| 2.  | 14 grudnia   | 1988 | Campra         | 15 km stylem dowolnym   | –          | –       | 1       | –                    |
| 3.  | 17 grudnia   | 1988 | Davos          | 10 km stylem klasycznym | –          | –       | 3       | Julija Szamszurina   |
| 4.  | 7 stycznia   | 1989 | Kawgołowo      | 15 km stylem klasycznym | –          | –       | 1       | –                    |
| 5.  | 19 lutego    | 1989 | Lahti          | 10 km stylem dowolnym   | –          | –       | 1       | –                    |
| 6.  | 25 lutego    | 1989 | Lahti          | 30 km stylem dowolnym   | –          | –       | 1       | –                    |
| 7.  | 11 marca     | 1989 | Falun          | 15 km stylem dowolnym   | –          | –       | 1       | –                    |
| 8.  | 10 grudnia   | 1989 | Soldier Hollow | 15 km stylem dowolnym   | ?          | ?       | 3       | Stefania Belmondo    |
| 9.  | 18 lutego    | 1990 | Pontresina     | 15 km stylem dowolnym   | ?          | ?       | 2       | Manuela Di Centa     |
| 10. | 20 lutego    | 1990 | Val di Fiemme  | 10 km stylem dowolnym   | –          | –       | 1       | –                    |
| 11. | 2 marca      | 1990 | Lahti          | 5 km stylem dowolnym    | –          | –       | 1       | –                    |
| 12. | 7 marca      | 1990 | Sollefteå      | 30 km stylem dowolnym   | –          | –       | 3       | Manuela Di Centa     |
| 13. | 8 grudnia    | 1990 | Tauplitzalm    | 10+15 km pościgowy      | –          | –       | 2       | Stefania Belmondo    |
| 14. | 15 grudnia   | 1990 | Davos          | 15 km stylem klasycznym | –          | –       | 1       | –                    |
| 15. | 20 grudnia   | 1990 | Les Saisies    | 5+10 km pościgowy       | –          | –       | 1       | –                    |
| 16. | 5 stycznia   | 1991 | Mińsk          | 30 km stylem klasycznym | –          | –       | 1       | –                    |
| 17. | 8 lutego     | 1991 | Val di Fiemme  | 15 km stylem klasycznym | 44:58,5    | –       | 1       | –                    |
| 18. | 10 lutego    | 1991 | Val di Fiemme  | 10 km stylem dowolnym   | 28:25,9    | –       | 1       | –                    |
| 19. | 16 lutego    | 1991 | Val di Fiemme  | 30 km stylem dowolnym   | 1:20:26,8  | +35,6   | 2       | Lubow Jegorowa       |
| 20. | 2 marca      | 1991 | Lahti          | 15 km stylem dowolnym   | –          | –       | 1       | –                    |
| 21. | 9 marca      | 1991 | Falun          | 15 km stylem dowolnym   | –          | –       | 1       | –                    |
| 22. | 16 marca     | 1991 | Oslo           | 5 km stylem dowolnym    | –          | –       | 1       | –                    |
| 23. | 7 grudnia    | 1991 | Silver Star    | 5 km stylem klasycznym  | 15:09,3    | –       | 1       | –                    |
| 24. | 8 grudnia    | 1991 | Silver Star    | 15 km stylem klasycznym | 42:11,5    | +33,2   | 2       | Stefania Belmondo    |
| 25. | 14 grudnia   | 1991 | Thunder Bay    | 5 km stylem dowolnym    | 16:50,5    | –       | 1       | –                    |
| 26. | 4 stycznia   | 1992 | Kawgołowo      | 15 km stylem klasycznym | 43:58,2    | –       | 1       | –                    |
| 27. | 9 lutego     | 1992 | Albertville    | 15 km stylem klasycznym | 42:20,8    | +1:21,5 | 3       | Lubow Jegorowa       |
| 28. | 13 lutego    | 1992 | Albertville    | 5 km stylem klasycznym  | 14:13,8    | +8,9    | 3       | Marjut Lukkarinen    |
| 29. | 15 lutego    | 1992 | Albertville    | 5+10 km pościgowy       | 40:07,7    | +44,0   | 3       | Lubow Jegorowa       |
| 30. | 21 lutego    | 1992 | Albertville    | 30 km stylem dowolnym   | 1:22:30,1  | +21,9   | 2       | Stefania Belmondo    |
| 31. | 1 marca      | 1992 | Vang           | 15 km stylem dowolnym   | 41:16,9    | –       | 1       | –                    |
| 32. | 12 grudnia   | 1992 | Ramsau         | 5 km stylem klasycznym  | 15:29,2    | +1,5    | 2       | Kateřina Neumannová  |
| 33. | 18 grudnia   | 1992 | Val di Fiemme  | 15 km stylem dowolnym   | 39:18,7    | +45,4   | 3       | Lubow Jegorowa       |
| 34. | 3 stycznia   | 1993 | Kawgołowo      | 30 km stylem klasycznym | 1:39:49,4  | +36,8   | 2       | Lubow Jegorowa       |
| 35. | 9 stycznia   | 1993 | Ulrichen       | 10 km stylem klasycznym | 28:43,4    | –       | 1       | –                    |
| 36. | 16 stycznia  | 1993 | Cogne          | 10 km stylem dowolnym   | 25:13,7    | +0,9    | 2       | Stefania Belmondo    |
| 37. | 19 lutego    | 1993 | Falun          | 15 km stylem klasycznym | 44:49,1    | –       | 1       | –                    |
| 38. | 9 marca      | 1993 | Lillehammer    | 5 km stylem klasycznym  | 42:06,1    | +4,3    | 3       | Lubow Jegorowa       |
| 39. | 19 lutego    | 1993 | Štrbské Pleso  | 10 km stylem klasycznym | 29:21,7    | –       | 1       | –                    |
| 40. | 11 grudnia   | 1993 | Santa Caterina | 5 km stylem klasycznym  | 14:40,2    | –       | 1       | –                    |
| 41. | 18 grudnia   | 1993 | Davos          | 10 km stylem dowolnym   | 26:11,5    | –       | 1       | –                    |
| 42. | 21 grudnia   | 1993 | Dobbiaco       | 15 km stylem klasycznym | 44:18,6    | +59,2   | 3       | Manuela Di Centa     |
| 43. | 8 stycznia   | 1994 | Kawgołowo      | 10 km stylem klasycznym | 30:29,3    | +16,9   | 3       | Lubow Jegorowa       |
| 44. | 12 marca     | 1994 | Falun          | 10 km stylem dowolnym   | 28:31,6    | +24,5   | 2       | Manuela Di Centa     |
| 45. | 27 listopada | 1994 | Kiruna         | 5 km stylem klasycznym  | 15:08,1    | –       | 1       | –                    |
| 46. | 14 grudnia   | 1994 | Tauplitzalm    | 10 km stylem klasycznym | 31:09,2    | –       | 1       | –                    |
| 47. | 17 grudnia   | 1994 | Sappada        | 15 km stylem dowolnym   | 40:43,1    | –       | 1       | –                    |
| 48. | 20 grudnia   | 1994 | Sappada        | 5 km stylem dowolnym    | 13:55,1    | –       | 1       | –                    |
| 49. | 7 stycznia   | 1995 | Östersund      | 30 km stylem dowolnym   | 1:21:44,6  | –       | 1       | –                    |
| 50. | 14 stycznia  | 1995 | Nové Město     | 15 km stylem klasycznym | 42:51,7    | –       | 1       | –                    |
| 51. | 4 lutego     | 1995 | Falun          | 10 km stylem klasycznym | 27:22,9    | +1,3    | 2       | Nina Gawriluk        |
| 52. | 5 lutego     | 1995 | Falun          | 10 km stylem dowolnym   | 53:39,7    | –       | 1       | –                    |
| 53. | 10 marca     | 1995 | Thunder Bay    | 15 km stylem klasycznym | 41:27,5    | +1:11,6 | 2       | Łarisa Łazutina      |
| 54. | 18 marca     | 1995 | Thunder Bay    | 30 km stylem dowolnym   | 1:16:27,3  | –       | 1       | –                    |
| 55. | 25 marca     | 1995 | Sapporo        | 15 km stylem dowolnym   | 45:09,4    | –       | 1       | –                    |
| 56. | 25 listopada | 1995 | Vuokatti       | 5 km stylem klasycznym  | 15:41,3    | +3,0    | 2       | Lubow Jegorowa       |
| 57. | 29 listopada | 1995 | Gällivare      | 10 km stylem dowolnym   | 28:56,3    | +25,6   | 3       | Stefania Belmondo    |
| 58. | 9 grudnia    | 1995 | Davos          | 5 km stylem dowolnym    | 12:32,7    | –       | 1       | –                    |
| 59. | 10 grudnia   | 1995 | Davos          | 10 km stylem klasycznym | 41:12,1    | +2,9    | 2       | Lubow Jegorowa       |
| 60. | 13 grudnia   | 1995 | Brusson        | 10 km stylem dowolnym   | 41:47,8    | –       | 1       | –                    |
| 61. | 9 stycznia   | 1996 | Štrbské Pleso  | 30 km stylem dowolnym   | 1:15:01,4  | +59,4   | 2       | Manuela Di Centa     |
| 62. | 13 stycznia  | 1996 | Nové Město     | 10 km stylem klasycznym | 32:53,1    | –       | 1       | –                    |
| 63. | 2 lutego     | 1996 | Seefeld        | 10 km stylem dowolnym   | 1:25:29,0  | +35,0   | 3       | Manuela Di Centa     |
| 64. | 4 lutego     | 1996 | Reit im Winkl  | Sprint stylem dowolnym  | –          | –       | 1       | –                    |
| 65. | 25 lutego    | 1996 | Trondheim      | 10 km stylem dowolnym   | 41:19,6    | +22,5   | 2       | Manuela Di Centa     |
| 66. | 9 marca      | 1996 | Falun          | 15 km stylem dowolnym   | 38:17,7    | +40,7   | 2       | Manuela Di Centa     |
| 67. | 23 listopada | 1996 | Kiruna         | 5 km stylem dowolnym    | 14:31,4    | –       | 1       | –                    |
| 68. | 7 grudnia    | 1996 | Davos          | 10 km stylem klasycznym | 29:06,0    | +6,8    | 2       | Stefania Belmondo    |
| 69. | 14 grudnia   | 1996 | Brusson        | 15 km stylem dowolnym   | 40:10,7    | +1,7    | 2       | Stefania Belmondo    |
| 70. | 5 stycznia   | 1997 | Kawgołowo      | 15 stylem dowolnym      | 47:32,6    | –       | 1       | –                    |
| 71. | 11 stycznia  | 1997 | Hakuba         | 5 km stylem klasycznym  | 16:36,6    | +11,5   | 3       | Stefania Belmondo    |
| 72. | 12 stycznia  | 1997 | Hakuba         | 10 stylem dowolnym      | 44:16,6    | +58,6   | 3       | Stefania Belmondo    |
| 73. | 18 stycznia  | 1997 | Lahti          | 15 km stylem klasycznym | 43:27,2    | +19,2   | 2       | Marit Mikkelsplass   |
| 74. | 21 lutego    | 1997 | Trondheim      | 15 km stylem dowolnym   | 36:28,2    | –       | 1       | –                    |
| 75. | 23 lutego    | 1997 | Trondheim      | 5 stylem klasycznym     | 13:32,7    | –       | 1       | –                    |
| 76. | 24 lutego    | 1997 | Trondheim      | 5+10 km pościgowy       | 39:13,5    | –       | 1       | –                    |
| 77. | 1 marca      | 1997 | Trondheim      | 30 stylem klasycznym    | 1:23:04,9  | –       | 1       | –                    |
| 78. | 8 marca      | 1997 | Falun          | 5 km stylem dowolnym    | 12:07,5    | –       | 1       | –                    |
| 79. | 11 marca     | 1997 | Sunne          | Sprint stylem dowolnym  | –          | –       | 2       | Trude Dybendahl      |
| 80. | 14 marca     | 1997 | Oslo           | 30 km stylem dowolnym   | 1:20:03,5  | +1:52,5 | 2       | Stefania Belmondo    |
| 81. | 20 grudnia   | 1997 | Davos          | 15 stylem klasycznym    | 44:01,3    | –       | 1       | –                    |